# Distretto di Galt
Il distretto di Galt è uno dei ventitré distretti (sum) in cui è suddivisa la provincia del Hôvsgôl, in Mongolia. Conta una popolazione di 5.132 abitanti (censimento 2009).